# Gnumeric
Gnumeric是一款試算表軟件，為自由軟件，也是GNOME的一部份。Gnumeric是由Miguel de lcaza開始編寫，現在的主理人是Jody Goldberg。
Gnumeric能夠匯入及匯出多種數據格式，例如CSV、Microsoft Excel（.xlsx格式的寫入功能還不完全）、HTML、LaTeX、Lotus 1-2-3、OpenDocument及Quattro Pro等。其原生檔案格式'Gnumeric file format'（後綴名.gnm .gnumeric），是一種以gzip壓縮的XML檔案。Gnumeric尚不支援樞紐分析表與VBA巨集
Gnumeric的精確度讓他在統計分析以及科學的應用的市場上有一些占有率，為了提升其運算的精確度，Gnumeric與R語言的開發社群合作，精進數值計算的準確度。
Gnumeric目前有Android的版本，它是Ubuntu noroot套件的一部份
Gnumeric的1.0版本在2001年12月31日推出。